# Lathrolestes meridionalis
Lathrolestes meridionalis là một loài tò vò trong họ Ichneumonidae.